# Acentroptera nevermanni
Acentroptera nevermanni là một loài bọ cánh cứng trong họ Chrysomelidae. Loài này được miêu tả khoa học năm 1930 bởi Uhmann.